# Medaille voor Assistentie tijdens het Uitvoeren van Speciale Programma's
De Medaille voor Assistentie tijdens het Uitvoeren van Speciale Programnma's (Russisch: Медаль За содействие в обеспечении специальных программ) wordt in de Russische Federatie verleend aan de stafleden en medewerkers van uitvoerende organisaties uitgereikt voor significante bijdragen aan de uitvoering van de presidentiële speciale programma's.
De medaille werd bij decreet ingesteld. Het betreft een ministeriële onderscheiding verbonden aan het Directoraat voor Speciale Programma's van de President van de Russische Federatie (GOSP).  

## De medaille
De gedeeltelijk geëmailleerde ronde medaille is koperkleurig en draagt op de voorzijde een gedeeltelijk geëmailleerde variant op het wapen van de Directoraat voor speciale programma's van de president van de Russische federatie met daarin de rijksappel. 
De medaille wordt op de linkerborst gedragen aan een vijfhoekig gevouwen rood lint met witte bies en blauwe middenstreep.
Op een dagelijks uniform mag men een baton in de kleuren van het lint dragen.